# Cozia-hegység
A Cozia-hegység a Fogarasi-havasok déli nyúlványa, az Olt bal partján a Déli-Kárpátokban, Romániában. Magashegység, a történelmi Regát területén fekszik.